# Кавкаски канати
Кавкаски канати, или Азербејџански канати или Персијски канати, су обухватали различите покрајине и кнежевине Персије на територији Кавказа (данашњи: Азербејџан, Јерменија, Грузија и Дагестан) у периоду позног Сафавидског царства до династије Каџари. Канатима су углавном управљали канови туркијског (азерског) порекла и били су вазали персијског шаха (краља). Персија је трајно изгубила део ових каната у руско-персијским ратовима током 19. века, док су преостали сједињени са Персијом.

## Списак каната
Канати који су припали Руској Империји:
- Каспијска обала од севера ка југу:
- Таркијски шамхалат (руски протекторат од 1813, укинут 1867)
- Дербентски канат (1806. анексиран од стране Русије, исте године укинут)
- Мехтулијски канат
- Кнежевина Кајтак
- Кнежевина Табасаран
- Кубински канат (руски протекторат од 1805, укинут 1816)
- Баку канат (1806. анексиран од стране Русије)
- Талишки канат (руски протекторат од 1802, укинут 1826)
- Џавадски канат
- Унутрашњи Дагестан:
- Газикумушки шамхалат[9]
- Газикумушки канат (под руским утицајем од 1811, укинут 1860)
- Аварски канат (руски протекторат од1803, укинут 1864)
- Јужне планине од запада ка истоку:
- Јеревански канат (окупиран 1827, анексиран од стране Русије 1828)
- Нахчивански канат (окупиран 1827, анексиран од стране Русије 1828)
- Генџенски канат (окупиран од стране русије 1804)
- Карабашки канат (руски протекторат од 1805, укинут 1822)
- Илизујски султанат (руски протекторат од 1806, укинут 1844)
- Шакијски канат (руски протекторат од 1805, укинут 1819)
- Ширвански канат (руски протекторат од 1805, укинут 1820)
- Јужно од реке Аракас:
- Табришки канат
- Урмијски канат
- Ардабилски канат
- Занџански канат
- Хојски канат
- Марандски канат
- Халхалски канат
- Сарабски канат
- Макујски канат
- Карадашки канат
- Марагешки канат
- као и:
- Шурагелски султанат на раскршћу Грузије, Турске и Персије
- Шамшадилски султанат и Казахшки султанат, северно од језера Севан [10]

Поред тога, неким мањим деловима Дагестана управљају углавном независне сеоске заједнице / федерације пре руског освајања области:
- Федерација Ахти
- Федерација Акуша-Дарго
- Федерација Андалал
- Федерација Џаро-Белокани, данас припада Азербејџану
- Хиндал, у близини Гимрија
- Федерација Рутул

Већина горенаведених подручја до доласка Руса била је део иранског света, и била је под великим степеном персијске контроле (Закавказје и делови Дагестана).